# Nouvelle église Saint-Michel de Zwolle

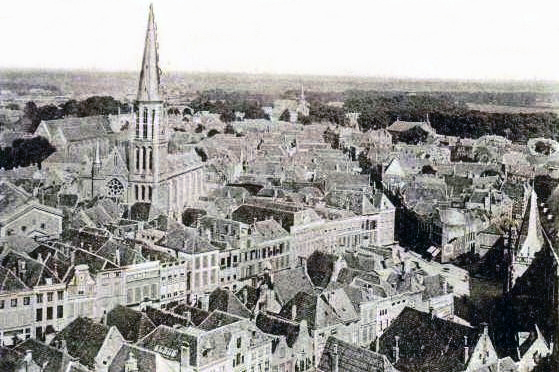
L'église de la Roggenstraat en 1900.

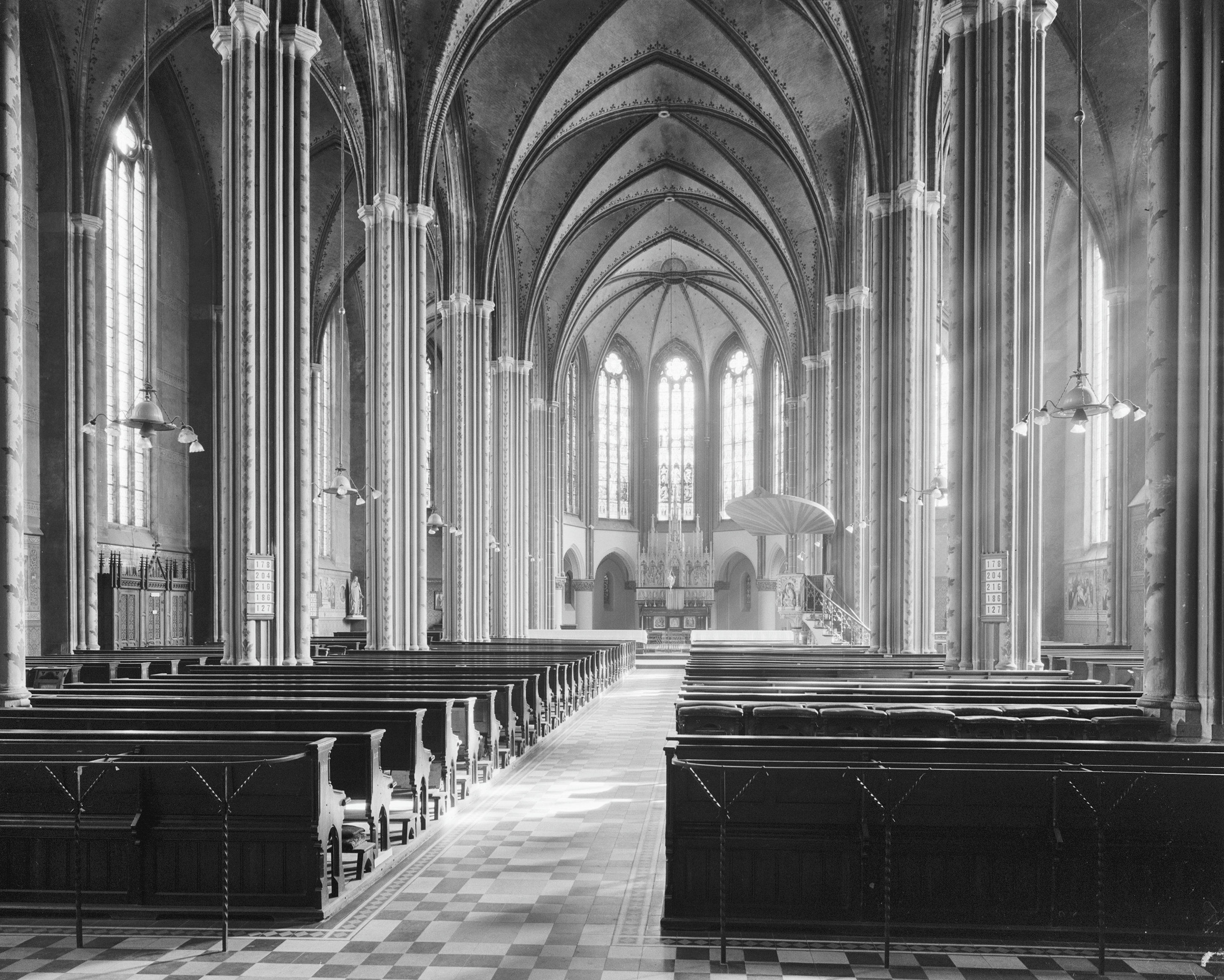
Intérieur de l'église de la Roggenstraat en 1963.

La nouvelle église Saint-Michel (Sint-Michaëlkerk) est une église catholique de Zwolle aux Pays-Bas qui a été fermée en 2005. Elle était dédiée à l'archange saint Michel, patron de la ville.

## Histoire
La grande église Saint-Michel de Zwolle actuelle, construite au Moyen Âge, a été transférée aux calvinistes pendant la Réforme. Lorsque les catholiques néerlandais retrouvent une certaine liberté religieuse au XIXe siècle, il est question de construire une nouvelle église catholique dédiée à saint Michel, les catholiques se réunissant jusqu'alors dans des églises-granges. Une première église est donc construite en 1841 à la Nieuwstraat, d'après les plans de Theo Molkenboer. Cependant au bout de cinquante ans, l'édifice s'avère trop petit pour une communauté alors en pleine croissance.
La deuxième église est construite à la Roggenstraat en 1890-1892 par l'architecte Nicolaas Molenaar qui conçoit une grande église à trois nefs dans le style néogothique. Sur le côté droit de la façade se trouvait une tour de 79 mètres de haut, avec une lanterne à huit côtés et une flèche à aiguilles remarquablement élancée. À l'intérieur, l'on pouvait admirer de splendides croisées de voûtes. Au bas de la tour se trouvait le reliquaire de Thomas a Kempis, auteur de L'Imitation de Jésus-Christ et adepte de la Devotio moderna que l'on avait exhumé du cimetière de Bergklooster. Le reliquaire était placé dans une tombe néogothique de 8 mètres de haut, construite vers 1897 par Friedrich Wilhelm Mengelberg. L'orgue de l'église a été construit en 1926 par Joseph Adama d'Amsterdam.
En 1963, la municipalité décide de construire à la place de l'église un centre commercial. Une partie de la population s'oppose à ce projet et souhaite au moins conserver la tour caractéristique avec le reliquaire de Thomas a Kempis ; mais l'église est démolie en 1965 avec les bâtiments dans le voisinage immédiat, afin de laisser la place à un centre commercial de Vroom & Dreesmann (qui fait faillite en 2015) à qui succède de nos jours l'enseigne Hudson's Bay.
Une nouvelle et troisième église Saint-Michel est construite plus loin en 1964 du temps du cardinal Alfrink, archevêque d'Utrecht, et elle est bénite par Mgr Willebrandlaan. L'orgue et le reliquaire de Thomas a Kempis sont transférés dans cette nouvelle église, mais le monument de Mengelberg, jugé trop somptuaire, est démoli. L'église doit fermer ses portes en 2005 par manque de fidèles. Le reliquaire de Thomas a Kempis est transféré à la basilique Notre-Dame-de-l'Assomption et l'orgue à l'église de l'Exaltation-de-la-Croix de Raalte.

## Source de la traduction
- (nl) Cet article est partiellement ou en totalité issu de l’article de Wikipédia en néerlandais intitulé « Sint-Michaëlkerk (Zwolle) » (voir la liste des auteurs).